# Copa Perú
La Copa Perú est une compétition annuelle de football organisée par la Fédération péruvienne de football (FPF).

## Histoire

### 1967 - 1983
Lors de sa fondation, en 1967, la Copa Perú fait office de véritable seconde division du football péruvien. En effet, après la création du championnat décentralisé en 1966, la première division s'ouvre à des clubs ne résidant pas à Lima ou à Callao (quatre clubs « extérieurs » furent invités d'où le nom de Campeonato Descentralizado). Dès l'année suivante est créée la Copa Perú, compétition ouverte à tous les clubs amateurs du pays et dont la victoire donne droit à l'accession à l'élite. Après de nombreuses phases éliminatoires, six clubs se présentaient à Lima pour y disputer le titre. Trois exceptions néanmoins sur cette période : en 1974, pas de tournoi final, la première division passant de 18 à 22 clubs, les huit champions régionaux étant promus ; en 1975, le tournoi final a lieu mais le vainqueur représente le Pérou lors d'un tournoi international et n'accède pas à l'élite ; en 1980 où sept clubs disputent le tournoi final.

### 1984 - 1992
En 1984, la première division passe de 16 à 44 équipes. Des championnats régionaux, en première partie de saison, qualifient de 16 à 18 équipes pour le Campeonato Descentralizado. La Copa Perú qualifie alors seulement ses vainqueurs pour la compétition régionale et perd de son intérêt. Elle périclite au point de s'interrompre après la finale de 1987. En 1992, le championnat retrouve un format plus ordinaire de 16 équipes.

### 1993 - 2008
Dès 1993, la Copa Perú redémarre comme une seconde division pour les clubs amateurs non issus de la capitale. En 1998, à la phase régionale s'ajoute une phase nationale. Les huit champions régionaux se disputent une place en première division dans un tournoi par élimination directe et matchs aller / retour (quarts, demis et finale). En 2004, les huit « régions » qualifient chacune deux clubs pour la phase nationale, qui démarre ainsi au niveau des 8e. En 2004 et 2005, le champion et le vice-champion de seconde division doivent participer à cette phase nationale pour pouvoir accéder à l'élite.
On peut considérer la Copa Perú, comme la troisième division seulement depuis 2006, date à laquelle des clubs ne résidant pas à Lima purent intégrer la seconde division. Cette année-là, le champion de D2 accéda, de nouveau, directement à l'élite. En 2006, le vainqueur de la Copa Perú accéda à la première division et le finaliste obtint son billet pour la seconde division. En 2007, le champion accéda à la première division et le finaliste fut battu par le deuxième de la seconde division dans un barrage pour l'accession à l'élite, mais garda son billet pour le championnat de deuxième division.
À la suite de la décision de passer le championnat de première division de 2009 à 16 clubs, le règlement est modifié. En 2008, les quatre vainqueurs des quarts de finale se retrouvent lors d'un mini-championnat où ils se rencontrent chacun une fois. Les deux premiers sont promus en première division et les deux derniers en deuxième division.

### 2015-2022
En 2015, la FPF modifie le système en éliminant les huit tournois régionaux et augmente le nombre de clubs participant au tournoi national de 16 à 50 équipes. Cependant les éditions 2015 et 2016 de l'épreuve comportent des différences puisqu'en 2015 les 16 meilleures équipes disputent une phase finale suivant un format de coupe avec 8e de finale, quarts, demies et finale alors qu'en 2016 les quatre demi-finalistes jouent une poule finale (la Finalísima) dont le vainqueur s'octroie le titre et l'accession en D1. Le système adopté en 2017 est identique à celui en vigueur l'année précédente. En 2018 et 2019, les équipes classées 2e et 3e de la Finalísima ont l'occasion de se mesurer aux 2e et 3e de deuxième division dans un barrage de montée en D1 sous forme de poule à quatre équipes (Cuadrangular de ascenso). Ce système permet à l'Alianza Universidad et au Deportivo Llacuabamba, respectivement vice-champions de Copa Perú en 2018 et 2019, d'accéder à l'élite.
En 2020, la pandémie de Covid-19 empêche la réalisation du tournoi qui est annulé par la FPF. Celui-ci reprend en 2021 - sous l'appellation de Copa Perú Excepcional 2021 - mais avec des changements importants. En effet, les ligues de district (Etapa distrital voir plus loin) sont supprimées, seules des équipes autorisées par la FPF jouent la phase dite départementale (Etapa departamental voir section ci-après). Les deux vainqueurs de cette dernière phase se qualifiant à la phase régionale du tournoi qui se joue intégralement à Lima où les huit champions de chaque région sont répartis en deux poules de quatre équipes chacune. Les premiers et deuxièmes de chaque groupe disputent des demi-finales dont les vainqueurs jouent la finale. Le vainqueur du tournoi accède toujours à la 1re division et le finaliste va en D2.

### Depuis 2023
L'édition 2023 apporte des changements en profondeur concernant la nature du tournoi. En effet, le vainqueur ne rejoint plus directement la D1, comme il était d'usage depuis la création de la compétition en 1967. La Copa Perú fait donc office de 3e division.

## Formule

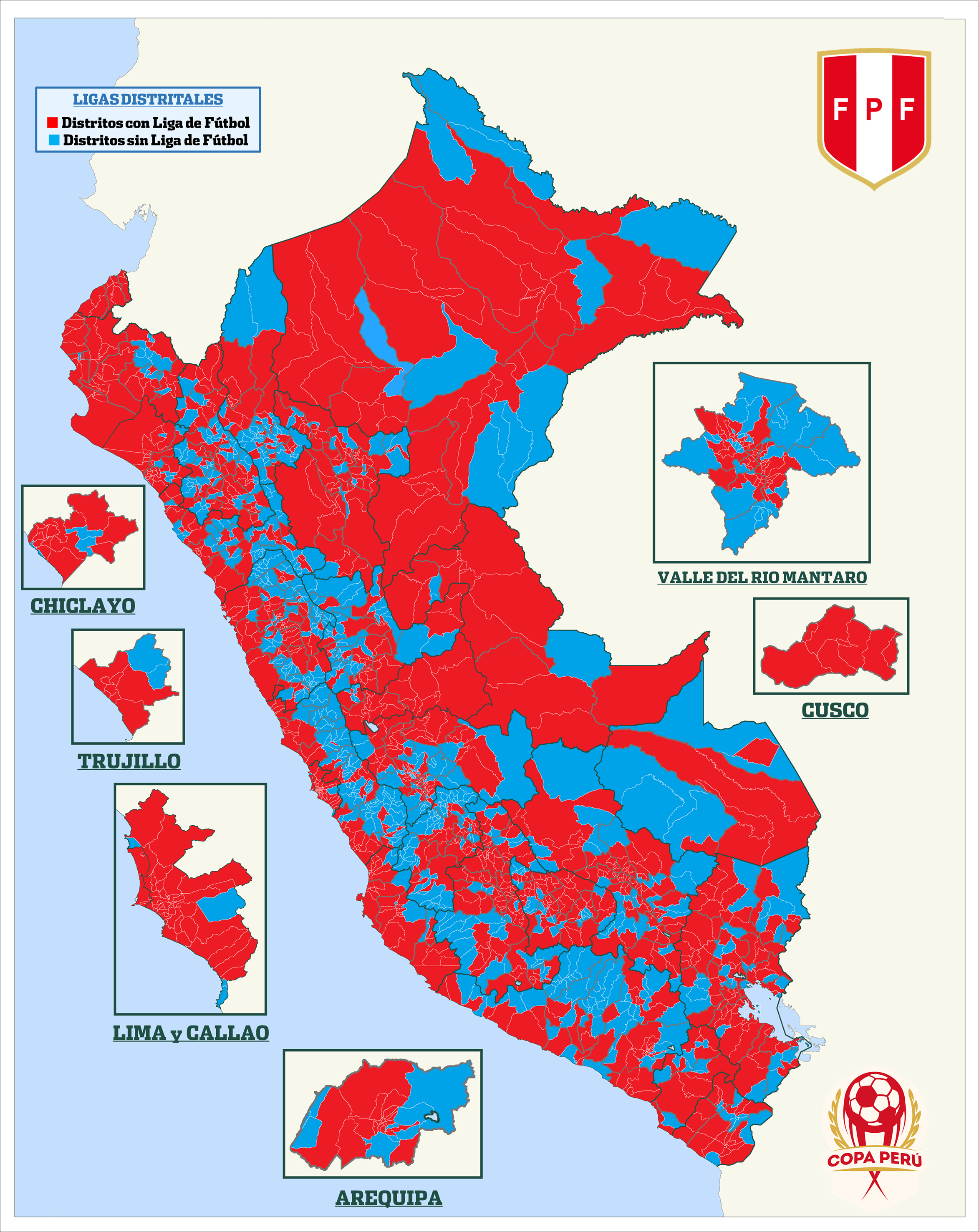
Carte des districts ayant une ligue de football (en rouge).

Le tournoi a plusieurs étapes. La première étape étant celle dite de « district » (espagnol : Etapa Distrital), jouée de février à mai où les districts organisent un mini-tournoi de ligue pour déterminer leurs vainqueurs qualifiés pour la prochaine étape. La deuxième étape est l'étape provinciale (Etapa Provincial), jouée en juin et en juillet. Les vainqueurs de district jouent en groupes et se qualifient pour la troisième étape appelée étape départementale (Etapa Departamental), consistant en un autre tournoi de ligue, entre juillet et septembre.
À partir de 2015, sous la direction du nouveau président de la FPF, Edwin Oviedo (es), l'étape dite régionale disparaît puisque toutes les régions du Pérou sont représentées dans la scène nationale, qui est jouée en utilisant une formule créée par le Chilien Leandro Shara, propriété intellectuelle de la société MatchVision. La nouvelle scène nationale commence la première semaine de septembre.
Cette nouvelle phase présente les 50 équipes qualifiées à l'occasion de l'étape départementale. Chaque équipe joue trois matchs à domicile et trois à l'extérieur, pour un total de six matchs contre trois adversaires géographiques différents. Les vainqueurs de l'étape départementale ne jouent que contre les vice-champions départementaux, et vice versa. Toutes les équipes sont placées dans un classement général. Après six matches, les équipes classées de la 1re à la 8e place sont directement qualifiées pour les huitièmes de finale, tandis que celles classées de la 9e à la 24e place jouent une phase de barrage d'où sont repêchées huit équipes. Enfin, les équipes situées de la 25e à la 50e place sont éliminées.
Les 16 équipes encore en lice jouent un tournoi par élimination directe jusqu'à la demi-finale. Les quatre demi-finalistes disputent une dernière phase de groupes appelée Finalísima à Lima. Le vainqueur de cette dernière phase est promu en 1re division. Quant au finaliste, il accède en 2e division.

## Palmarès[6]
| Année | Vainqueur                        | Ville                    | Région         |
| ----- | -------------------------------- | ------------------------ | -------------- |
| 1967  | Alfonso Ugarte de Chiclín        | Trujillo                 | La Libertad    |
| 1968  | Carlos A. Mannucci               | Trujillo                 | La Libertad    |
| 1969  | Carlos A. Mannucci               | Trujillo                 | La Libertad    |
| 1970  | Atlético Torino                  | Talara                   | Piura          |
| 1971  | FBC Melgar                       | Arequipa                 | Arequipa       |
| 1972  | Atlético Grau                    | Piura                    | Piura          |
| 1973  | Sportivo Huracán                 | Arequipa                 | Arequipa       |
| 1975  | Atlético Torino                  | Talara                   | Piura          |
| 1976  | Coronel Bolognesi                | Tacna                    | Tacna          |
| 1977  | Atlético Torino                  | Talara                   | Piura          |
| 1978  | Juventud La Palma                | Huacho                   | Lima           |
| 1979  | Asociación Deportiva Tarma       | Tarma                    | Junín          |
| 1980  | León de Huánuco                  | Huánuco                  | Huánuco        |
| 1981  | Universidad Técnica de Cajamarca | Cajamarca                | Cajamarca      |
| 1982  | Atlético Torino                  | Talara                   | Piura          |
| 1983  | Sport Pilsen                     | Guadalupe                | La Libertad    |
| 1984  | Los Espartanos                   | Pacasmayo                | La Libertad    |
| 1985  | Hungaritos Agustinos             | Iquitos                  | Loreto         |
| 1986  | Deportivo Cañaña                 | Lambayeque               | Lambayeque     |
| 1987  | Club Libertad                    | Trujillo                 | La Libertad    |
| 1993  | Aurich-Cañaña                    | Chiclayo                 | Lambayeque     |
| 1994  | Atlético Torino                  | Talara                   | Piura          |
| 1995  | La Loretana                      | Pucallpa                 | Ucayali        |
| 1996  | José Galvez FBC                  | Chimbote                 | Áncash         |
| 1997  | Juan Aurich                      | Chiclayo                 | Lambayeque     |
| 1998  | IMI FC                           | Talara                   | Piura          |
| 1999  | Deportivo UPAO                   | Trujillo                 | La Libertad    |
| 2000  | Estudiantes de Medicina          | Ica                      | Ica            |
| 2001  | Deportivo Bolito                 | Tacna                    | Tacna          |
| 2002  | Atlético Universidad             | Arequipa                 | Arequipa       |
| 2003  | Universidad César Vallejo        | Trujillo                 | La Libertad    |
| 2004  | Sport Áncash                     | Huaraz                   | Áncash         |
| 2005  | José Gálvez FBC                  | Chimbote                 | Áncash         |
| 2006  | Total Clean                      | Arequipa                 | Arequipa       |
| 2007  | Juan Aurich                      | Chiclayo                 | Lambayeque     |
| 2008  | Sport Huancayo                   | Huancayo                 | Junín          |
| 2009  | León de Huánuco                  | Huánuco                  | Huánuco        |
| 2010  | Unión Comercio                   | Tarapoto                 | San Martín     |
| 2011  | Real Garcilaso                   | Cuzco                    | Cuzco          |
| 2012  | Universidad Técnica de Cajamarca | Cajamarca                | Cajamarca      |
| 2013  | CD San Simón                     | Moquegua                 | Moquegua       |
| 2014  | Sport Loreto                     | Pucallpa                 | Ucayali        |
| 2015  | Defensor La Bocana               | Sechura                  | Piura          |
| 2016  | Sport Rosario                    | Huaraz                   | Áncash         |
| 2017  | EMD Binacional                   | Paucarpata (en)          | Arequipa       |
| 2018  | Pirata FC                        | José Leonardo Ortiz (en) | Lambayeque     |
| 2019  | FC Carlos Stein                  | José Leonardo Ortiz (en) | Lambayeque     |
| 2020  | Tournoi annulé                   | Tournoi annulé           | Tournoi annulé |
| 2021  | Asociación Deportiva Tarma       | Tarma                    | Junín          |
| 2022  | Deportivo Garcilaso              | Cuzco                    | Cuzco          |
| 2023  | ADA Jaén                         | -                        |                |
| 2024  | Bentín Tacna Heroica             | -                        |                |

## Statistiques
- Plus grand nombre de victoires : 5 victoires
  - Atlético Torino (1970, 1975, 1977, 1982 et 1994).
- Plus grand nombre de victoires consécutives : 2 victoires
  - Carlos A. Mannucci (1968 et 1969).
- Plus grand nombre de finales : 5 finales
  - Atlético Torino (1970, 1975, 1977, 1982 et 1994).
- Plus grand nombre de finales perdues : 3 finales
  - Atlético Grau (1982, 2002 et 2017).
- Plus grand nombre de finales consécutives : 3 finales
  - FBC Melgar (1969, 1970 et 1971).
- Plus grand nombre de titres pour un entraîneur : 5 titres
  - José Ramírez Cubas (1999, 2000, 2005, 2008 et 2014).
- Plus grand écart de buts marqués sur un match : 26 buts
  - Bentín Tacna Heroica - Atlético Santa Rosa : 26-0 (Copa Perú 2023)[8].